# 森正人 (地理学者)
森 正人（もり まさと、1975年8月11日- ）は、日本の文化地理学者、評論家。学位は博士（地理学）（関西学院大学・2003年）。三重大学教授。

## 来歴
香川県高松市生まれ。香川県立高松西高等学校卒、1998年関西学院大学文学部地理学専修卒業、2003年同大学院文学研究科博士課程修了、「四国八十八か所巡礼の文化地理学的研究」で関西学院大学博士（地理学）。2003年三重大学人文学部講師、2005年助教授、2007年教授。専門以外についても著述を行う。

## 著書
- 『四国遍路の近現代 「モダン遍路」から「癒しの旅」まで』創元社、2005
- 『大衆音楽史 ジャズ、ロックからヒップ・ホップまで』中公新書、2008
- 『昭和旅行誌 雑誌『旅』を読む』中央公論新社、2010
- 『歴史発見!ロンドン案内』洋泉社・新書y、2012
- 『英国風景の変貌 恐怖の森から美の風景へ』里文出版、2012
- 『ハゲに悩む 劣等感の社会史』ちくま新書、2013
- 『四国遍路　八十八ヶ所の歴史と文化』中公新書、2014
- 『戦争と広告　第二次大戦、日本の戦争広告を読み解く』角川選書、2016
- 『展示される大和魂　＜国民精神＞の系譜』新曜社、2017
- 『「親米」日本の誕生』角川選書、2018
- 『豊かさ幻想 戦後日本が目指したもの』角川選書 2019.3
- 『文化地理学講義 〈地理〉の誕生からポスト人間中心主義へ』新曜社, 2021.9
- 『古地図で楽しむ瀬戸内　香川』風媒社、2023.1

### 共著
- 『文化地理学ガイダンス あたりまえを読み解く三段活用』中川正、神田孝治共著、ナカニシヤ出版、2006
- 『豊かな感性を育むクラフト図鑑』福井若恵共著、かもがわ出版、2014
- 『改訂版　文化地理学ガイダンス あたりまえを読み解く三段活用』中川正共著、ナカニシヤ出版、2022

### 翻訳
- ドリーン・マッシー『空間のために』伊澤髙志共訳、月曜社、2014